# 梅廷標
梅廷標，贵州安順人，清朝政治人物、同進士出身。
康熙三十九年（1700年）庚辰科進士，三甲一百七十五名，后官知縣。